# Alep Tjuorvosjaure
Alep Tjuorvosjaure är en sjö i Kiruna kommun i Lappland och ingår i Torneälvens huvudavrinningsområde. Sjön har en area på 0,0936 kvadratkilometer och ligger 888,3 meter över havet. Alep Tjuorvosjaure ligger i Torne och Kalix älvsystem Natura 2000-område.

## Delavrinningsområde
Alep Tjuorvosjaure ingår i det delavrinningsområde (757690-160517) som SMHI kallar för Mynnar i Torneälven. Medelhöjden är 931 meter över havet och ytan är 25,45 kvadratkilometer. Det finns inga avrinningsområden uppströms utan avrinningsområdet är högsta punkten. Tjaktjajåkka som avvattnar avrinningsområdet har biflödesordning 2, vilket innebär att vattnet flödar genom totalt 2 vattendrag innan det når havet efter 502 kilometer. Avrinningsområdet består mestadels av kalfjäll (92 procent). Avrinningsområdet har 1,47 kvadratkilometer vattenytor vilket ger det en sjöprocent på 5,8 procent.